# The Pretty Reckless (мини-альбом)
The Pretty Reckless — дебютный мини-альбом американской альтернативной группы The Pretty Reckless, изданный 22 июня 2010 года звукозаписывающим лейблом Interscope Records..

## Синглы
30 декабря 2009 года сингл «Make Me Wanna Die» вышел в качестве специального приложения журнала Seventeen. Официальный выход сингла состоялся 13 мая 2010 года в Великобритании. Песня «Make Me Wanna Die» заняла 1 место в чарте UK Rock Chart и вошла в саундтрек фильма Пипец.

## Список композиций
Все песни с EP были написаны Тейлор Момсен, продюсером Като Хвандвало и Беном Филлипсом.
| №  | Название                  | Длительность |
| -- | ------------------------- | ------------ |
| 1. | «Make Me Wanna Die»       | 3:54         |
| 2. | «My Medicine»             | 3:14         |
| 3. | «Goin' Down»              | 3:35         |
| 4. | «Zombie» (CD bonus track) | 3:08         |